# Páni mají radši blondýnky
Páni mají radši blondýnky (anglicky Gentlemen Prefer Blondes) je americká filmová komedie z roku 1953 s Marilyn Monroe v hlavní roli.
Tento barevný snímek s mnoha písněmi znamenal její vzestup mezi filmové hvězdy. I když honorář tomu neodpovídal, blonďatá kráska tu hrála prim v roli naivně vychytralé Lorelei Lee. Zdatně jí sekundovala Jane Russellová, se kterou nazpívala například Little Rock a se kterou si otiskly dlaně na pověstném hollywoodském chodníku slávy před čínským divadlem. Z filmu pochází i písně Diamonds are girl’s best friend či Bye bye baby.
V roce 1955 bylo natočeno pokračování filmu s názvem Pánové se žení s brunetkami a v hlavních rolích se objevily Jane Russellová a Jeanne Crainová.

## Příběh

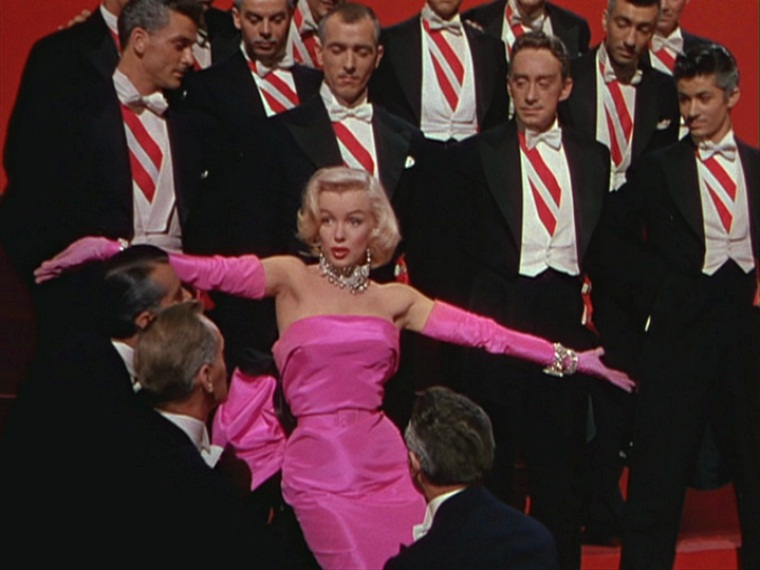
Marilyn Monroe jako Lorelei Lee

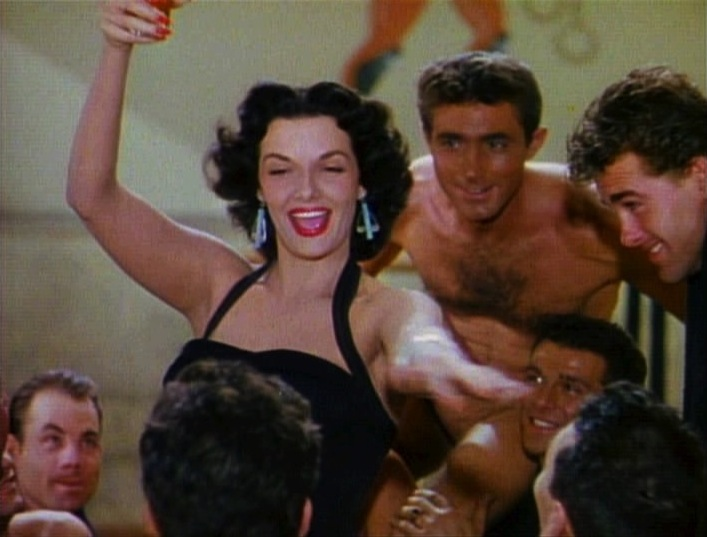
Jane Russellová jako Dorothy Shaw

Lorelei Lee (Marilyn Monroe) a Dorothy Shaw (Jane Russellová) jsou kabaretní zpěvačky a nejlepší kamarádky. Co se týče mužů, mají však obě zcela jiné preference. Lorelei myslí hlavně jejich bohatství a má velkou vášeň pro diamanty. Dorothy však dává přednost pohledným a svalnatým mužům, kteří na své bohatství nijak nehledí.
Lorelei se chystá provdat za Guse Esmonda Jr. ve Francii (Tommy Noonan), avšak jeho přísný otec (Taylor Holmes), který Lorelei pohrdá, jim nedovolí cestovat společně, takže Lorelei popluje lodí jen se svou kamarádkou Dorothy. Gusův otec se snaží všemožně překazit jejich svatbu, a dokonce si najme i soukromého detektiva Ernieho Malonea (Elliott Reid), který bude na Lorelei během plavby hledat špínu. Guse jí proto varuje, aby neudělala žádný malér.
Během plavby se však Malone zamiluje do Dorothy, která se mezitím baví se spoustou mužů, včetně členů olympijského týmu. Lorelei se pro změnu setká s velmi bohatým majitelem diamantového dolu Francisem „Piggy“ Beekmanem (Charles Coburn). Přestože je ženatý, s okouzlující Loreilei se nestydí flirtovat ani před svou ženou (Norma Varden). Lorelei se z něj však pokouší vytáhnou jen co nejvíce diamantových šperků. Nakonec ho pozve i k sobě do pokoje, čehož se chytne Malone a okýnkem je vyfotí zrovna když jí Piggy názorně předvádí jak „horznýš rdousí kozu“. Dorothy však Malona při špehování přistihne a s Lorelei se mu následně pokusí fotografie sebrat. Po prohledání jeho pokoje zjistí, že je nosí stále u sebe, načež ho pozvou k sobě na přípitek. Míchanicí tvrdého alkoholu s několika prášky na spaní ho omámí a prohledají jeho oblek. Poloopilého Malona nakonec odvede sluha a Lorelei nechá rychle fotografie vyvolat.
Při další Piggyho návštěvě, ho Lorelei požádá, aby jí daroval manželčinu diamantovou tiáru. S tím však nejprve nesouhlasí a nabídne jí spoustu jiných drahých věcí, ale Lorelei se nenechá odbýt a Piggy jí nakonec vyhoví. Malone mezitím shání další špínu na Lorelei a podaří se mu její rozhovor s Piggym nahrát. Přestože o něm obě kamarádky vědí, že je prolhaný špion, Dorothy se do něj přesto zamiluje.
Krátce na to již loď dorazí do Francie a po velkých nákupech se jdou ubytovat do rezervovaného pokoje v jednom z místních hotelů. Zde se však dozví, že jejich rezervace byla zrušena a narazí zde i na paní Beekmanovou, která Lorelei obviňuje z krádeže své tiáry a požaduje její vrácení. Kamarádky jsou následně vyhozeny z hotelu a opět si najdou práci jako zpěvačky ve zdejším nočním klubu. Na Loreleině vystoupení se však objeví Gus a s Lorelei se následně pohádají. Po vystoupení se však Lorelei Dorothy svěří, že ho má vlastně pořád ráda, ale rozhovor přeruší příjezd police a předvolání Lorelei k soudu, kvůli krádeži tiáry. Dorothy ji však konečně přesvědčí, aby tiáru vrátila, jenže ji ve své šperkovnici nenajde.
U soudu se však objeví místo Lorelei Dorothy v blonďaté paruce a snaží se ji napodobit. Jakože za svou kamarádku také pronese, že stále miluje Malona, který se ji právě snaží usvědčit. Kvůli své lásce k Dorothy se však Malone výpovědi vzdá a nabídne se pro tiáru skočit. Se dvěma policisty odchytnou na letišti Piggyho a před soudem je donucen ji odevzdat. Přes Dorothy, soudce i Malona se však vrátí zpátky k němu, aby ji vrátil své ženě.
Mezitím v nočním klubu se Lorelei s Gusem setká s jeho otcem, který mu již jeho svatbu s ní nezakazuje. Poté, co však dozví, že jeho budoucí manželkou má být právě Lorelei Lee, kterou právě viděl u soudu. Všichni jsou najednou zmateni, ale Lorelei se Gusova otce po krátké rozmluvě o životě a manželství podaří dostat na svou stranu. Na závěr se tedy koná dvojitá svatba; Lorelei si bere Guse a její kamarádka Dorothy si bere Malona.

## Obsazení
| Marilyn Monroe  | Lorelei Lee                 |
| Jane Russellová | Dorothy Shaw                |
| Charles Coburn  | Sir Francis "Piggy" Beekman |
| Elliott Reid    | Ernie Malone                |
| Tommy Noonan    | Gus Esmond                  |
| Taylor Holmes   | pan Esmond starší           |
| Norma Varden    | Lady Beekman                |
| George Winslow  | Henry Spofford III          |